# Giro de Lombardia de 2014
A 108.ª edição do Giro de Lombardia foi uma carreira ciclista que se disputou a 5 de outubro de 2014 com um percurso 254 quilómetros entre Como e Bérgamo. Foi a penúltima carreira do UCI World Tour de 2014.
A clássica de outono partiu desde a cidade de Como passando por outras cidades de Lombardia como Cantù, Erba, Asso e Onno antes de chegar a Bellagio, a 58 km, e o início da Madonna del Ghisallo (754m), com uma subida de 10,6 quilómetros com pendentes a mais de 14 por cento.
Após um primeiro passo pela cidade de Bérgamo, iniciava-se uma volta com uma série de subidas onde os corredores enfrentariam o Colle di Massa (413m), Colle Galo (763m) e, após a segunda zona de alimentação em Cene, o Passo di Ganda (1060m). Depois de uma rápida descida através de Selvino e Rigosa para o fundo do vale, o caminho será subir de novo para Bracca (600m) e desfrutar da baixada técnica para Zogno e Brembilla. Os corredores iniciavam então a escalada clássica de Berbenno (695m), a só 26 km da meta.
Uma rápida descida para Almenno San Salvatore levava aos corredores através de Almè e voltariam a Bérgamo para enfrentar-se aos últimos quilómetros pelo muro antigo de Città Alta que lhes levou até a meta na Sentierone.
A vitória foi para o corredor irlandês Daniel Martin (Garmin Sharp) quem superou a Alejandro Valverde (Movistar Team) e Rui Costa (Lampre-Merida).

## Equipas participantes
Tomaram parte na carreira 25 equipas: os 18 de categoria UCI Pro Team (ao ser obrigada sua participação); mais 8 de categoria Profissional Continental mediante convite da organização (a Androni Giocattoli, Bardiani CSF, Caja Rural-Seguros RGA, Colombia, IAM Cycling, Neri Sottoli e o NetApp-Endura). As equipas foram integradas por 8 corredores, formando assim um pelotão de 200 ciclistas.
| Equipes ProTeam (18)- AG2R La Mondiale - Astana - Belkin - BMC Racing Team - Cannondale - Team Europcar - FDJ.fr - Garmin-Sharp - Giant-Shimano - Katusha - Lampre-Merida - Lotto-Belisol - Movistar Team - Omega Pharma-Quick Step - Orica-GreenEDGE - Sky - Tinkoff-Saxo - Trek Factory Racing Equipes profissionais Continentais (7)- Bardiani CSF - Caja Rural–Seguros RGA - Colombia - IAM Cycling - Neri Sottoli - NetApp-Endura - Androni Giocattoli-Venezuela |
| |

## Classificação final
As classificações finalizaram da seguinte forma:
| \| Classificação geral \| Classificação geral \| Classificação geral \| Classificação geral \| Classificação geral \| \| Ciclista \| Ciclista \| Equipe \| Tempo \| \| \| ------------------- \| -------------------- \| ------------------- \| ------------------- \| ------------------- \| \| 1. \| Daniel Martin \| Garmin-Sharp \| 6h25m33s \| \| \| 2. \| Alejandro Valverde \| Movistar Team \| + 1s \| \| \| 3. \| Rui Costa \| Lampre-Merida \| + 1s \| \| \| 4. \| Tim Wellens \| Lotto-Belisol \| + 1s \| \| \| 5. \| Samuel Sánchez \| BMC Racing Team \| + 1s \| \| \| 6. \| Michael Albasini \| Orica-GreenEDGE \| + 1s \| \| \| 7. \| Philippe Gilbert \| BMC Racing Team \| + 1s \| \| \| 8. \| Joaquim Rodríguez \| Katusha \| + 1s \| \| \| 9. \| Fabio Aru \| Astana \| + 1s \| \| \| 10. \| Rinaldo Nocentini \| AG2R La Mondiale \| + 14s \| \| \| 11. \| Romain Bardet \| AG2R La Mondiale \| + 14s \| \| \| 12. \| Jelle Vanendert \| Lotto-Belisol \| + 18s \| \| \| 13. \| Alexandr Kolobnev \| Katusha \| + 20s \| \| \| 14. \| Thibaut Pinot \| FDJ.fr \| + 25s \| \| \| 15. \| Alessandro De Marchi \| Cannondale \| + 25s \| \| \| 16. \| Davide Villella \| Cannondale \| + 25s \| \| \| 17. \| Wilco Kelderman \| Belkin \| + 25s \| \| \| 18. \| Tiago Machado \| NetApp-Endura \| + 25s \| \| \| 19. \| Mauro Finetto \| Neri Sottoli \| + 25s \| \| \| 20. \| Ivan Santaromita \| Orica-GreenEDGE \| + 25s \| \| |                      |                  |          |
| |                      |                  |          |
| Fonte: ProCyclingStats |                      |                  |          |
| Classificação geral |                      |                  |          |
| Ciclista | Ciclista             | Equipe           | Tempo    |
| 1. | Daniel Martin        | Garmin-Sharp     | 6h25m33s |
| 2. | Alejandro Valverde   | Movistar Team    | + 1s     |
| 3. | Rui Costa            | Lampre-Merida    | + 1s     |
| 4. | Tim Wellens          | Lotto-Belisol    | + 1s     |
| 5. | Samuel Sánchez       | BMC Racing Team  | + 1s     |
| 6. | Michael Albasini     | Orica-GreenEDGE  | + 1s     |
| 7. | Philippe Gilbert     | BMC Racing Team  | + 1s     |
| 8. | Joaquim Rodríguez    | Katusha          | + 1s     |
| 9. | Fabio Aru            | Astana           | + 1s     |
| 10. | Rinaldo Nocentini    | AG2R La Mondiale | + 14s    |
| 11. | Romain Bardet        | AG2R La Mondiale | + 14s    |
| 12. | Jelle Vanendert      | Lotto-Belisol    | + 18s    |
| 13. | Alexandr Kolobnev    | Katusha          | + 20s    |
| 14. | Thibaut Pinot        | FDJ.fr           | + 25s    |
| 15. | Alessandro De Marchi | Cannondale       | + 25s    |
| 16. | Davide Villella      | Cannondale       | + 25s    |
| 17. | Wilco Kelderman      | Belkin           | + 25s    |
| 18. | Tiago Machado        | NetApp-Endura    | + 25s    |
| 19. | Mauro Finetto        | Neri Sottoli     | + 25s    |
| 20. | Ivan Santaromita     | Orica-GreenEDGE  | + 25s    |